# Grand Prix Formule 1 van Portugal 2020
De Grand Prix Formule 1 van Portugal 2020 is gereden op 25 oktober op het Autódromo Internacional do Algarve bij Portimão. Het is vanwege het coronavirus de twaalfde race van het aangepaste kampioenschap.

## Vrije trainingen

### Uitslagen
- Enkel de top vijf wordt weergegeven.

| Vrije training 1 | Pos. | Nr. | Coureur          | Constructeur     | Tijd     |
| ---------------- | ---- | --- | ---------------- | ---------------- | -------- |
| Vrije training 1 | 1    | 77  | Valtteri Bottas  | Mercedes         | 1:18.410 |
| Vrije training 1 | 2    | 44  | Lewis Hamilton   | Mercedes         | 1:18.749 |
| Vrije training 1 | 3    | 33  | Max Verstappen   | Red Bull-Honda   | 1:19.191 |
| Vrije training 1 | 4    | 16  | Charles Leclerc  | Ferrari          | 1:19.309 |
| Vrije training 1 | 5    | 23  | Alexander Albon  | Red Bull-Honda   | 1:19.365 |
| Vrije training 2 | Pos. | Nr. | Coureur          | Constructeur     | Tijd     |
| Vrije training 2 | 1    | 77  | Valtteri Bottas  | Mercedes         | 1:17.940 |
| Vrije training 2 | 2    | 33  | Max Verstappen   | Red Bull-Honda   | 1:18.535 |
| Vrije training 2 | 3    | 4   | Lando Norris     | McLaren-Renault  | 1:18.743 |
| Vrije training 2 | 4    | 16  | Charles Leclerc  | Ferrari          | 1:18.838 |
| Vrije training 2 | 5    | 55  | Carlos Sainz jr. | McLaren-Renault  | 1:19.113 |
| Vrije training 3 | Pos. | Nr. | Coureur          | Constructeur     | Tijd     |
| Vrije training 3 | 1    | 77  | Valtteri Bottas  | Mercedes         | 1:16.654 |
| Vrije training 3 | 2    | 44  | Lewis Hamilton   | Mercedes         | 1:16.680 |
| Vrije training 3 | 3    | 33  | Max Verstappen   | Red Bull-Honda   | 1:16.812 |
| Vrije training 3 | 4    | 10  | Pierre Gasly     | AlphaTauri-Honda | 1:16.930 |
| Vrije training 3 | 5    | 23  | Alexander Albon  | Red Bull-Honda   | 1:17.117 |

## Kwalificatie
| Pos.                   | Nr. | Coureur            | Constructeur              | Kwalificatietijden | Kwalificatietijden | Kwalificatietijden | Grid |
| Pos.                   | Nr. | Coureur            | Constructeur              | Q1                 | Q2                 | Q3                 | Grid |
| ---------------------- | --- | ------------------ | ------------------------- | ------------------ | ------------------ | ------------------ | ---- |
| 1                      | 44  | Lewis Hamilton     | Mercedes                  | 1:16.828           | 1:16.824           | 1:16.652           | 1    |
| 2                      | 77  | Valtteri Bottas    | Mercedes                  | 1:16.945           | 1:16.466           | 1:16.754           | 2    |
| 3                      | 33  | Max Verstappen     | Red Bull-Honda            | 1:16.879           | 1:17.038           | 1:16.904           | 3    |
| 4                      | 16  | Charles Leclerc    | Ferrari                   | 1:17.421           | 1:17.367           | 1:17.090           | 4    |
| 5                      | 11  | Sergio Pérez       | Racing Point-BWT Mercedes | 1:17.370           | 1:17.129           | 1:17.223           | 5    |
| 6                      | 23  | Alexander Albon    | Red Bull-Honda            | 1:17.435           | 1:17.411           | 1:17.437           | 6    |
| 7                      | 55  | Carlos Sainz jr.   | McLaren-Renault           | 1:17.627           | 1:17.183           | 1:17.520           | 7    |
| 8                      | 4   | Lando Norris       | McLaren-Renault           | 1:17.547           | 1:17.321           | 1:17.525           | 8    |
| 9                      | 10  | Pierre Gasly       | AlphaTauri-Honda          | 1:17.209           | 1:17.367           | 1:17.803           | 9    |
| 10                     | 3   | Daniel Ricciardo   | Renault                   | 1:17.621           | 1:17.481           | Geen tijd          | 10   |
| 11                     | 31  | Esteban Ocon       | Renault                   | 1:17.775           | 1:17.614           |                    | 11   |
| 12                     | 18  | Lance Stroll       | Racing Point-BWT Mercedes | 1:17.667           | 1:17.626           |                    | 12   |
| 13                     | 26  | Daniil Kvjat       | AlphaTauri-Honda          | 1:17.841           | 1:17.728           |                    | 13   |
| 14                     | 63  | George Russell     | Williams-Mercedes         | 1:17.931           | 1:17.788           |                    | 14   |
| 15                     | 5   | Sebastian Vettel   | Ferrari                   | 1:17.446           | 1:17.919           |                    | 15   |
| 16                     | 7   | Kimi Räikkönen     | Alfa Romeo-Ferrari        | 1:18.201           |                    |                    | 16   |
| 17                     | 99  | Antonio Giovinazzi | Alfa Romeo-Ferrari        | 1:18.323           |                    |                    | 17   |
| 18                     | 8   | Romain Grosjean    | Haas-Ferrari              | 1:18.364           |                    |                    | 18   |
| 19                     | 20  | Kevin Magnussen    | Haas-Ferrari              | 1:18.508           |                    |                    | 19   |
| 20                     | 6   | Nicholas Latifi    | Williams-Mercedes         | 1:18.777           |                    |                    | 20   |
| Q1 107% tijd: 1:22.205 |     |                    |                           |                    |                    |                    |      |

## Wedstrijd
De Grand Prix van Portugal werd gewonnen door Lewis Hamilton die met zijn 92ste overwinning het record van Michael Schumacher met 91 overwinningen overtrof.
Bij de start van de race vond plaats op een licht vochtige baan, hierdoor kwamen meerdere rijders slecht weg. Carlos Sainz profiteerde het meest van deze hectische situatie en kon zelfs voor korte tijd de leiding overnemen van de Mercedes-coureurs. Ook Kimi Räikkönen had na een weergaloze start de zesde plaats in handen.
De race kwam na de hectische openingsfase enigszins tot rust, Hamilton kon hierdoor de leiding overnemen (voor Bottas en Verstappen). Lance Stroll zette een gewaagde inhaalactie in op Lando Norris, hij stuurde echter te vroeg in voor de bocht en raakte het linker voorwiel van Norris. Beide auto’s hadden schade, maar konden wel verder. Stroll kreeg straf van vijf seconden voor de onbesuisde inhaalactie en haalde uiteindelijk het einde van de race niet.
| Pos.  | Nr. | Coureur            | Constructeur              | Rondes | Tijd / Oorzaak uitval | Grid | Punten |
| ----- | --- | ------------------ | ------------------------- | ------ | --------------------- | ---- | ------ |
| 1     | 44  | Lewis Hamilton     | Mercedes                  | 66     | 1:29:56.828           | 1    | 26S    |
| 2     | 77  | Valtteri Bottas    | Mercedes                  | 66     | +25.592               | 2    | 18     |
| 3     | 33  | Max Verstappen     | Red Bull-Honda            | 66     | +34.508               | 3    | 15     |
| 4     | 16  | Charles Leclerc    | Ferrari                   | 66     | +1:05.312             | 4    | 12     |
| 5     | 10  | Pierre Gasly       | AlphaTauri-Honda          | 65     | +1 ronde              | 9    | 10     |
| 6     | 55  | Carlos Sainz jr.   | McLaren-Renault           | 65     | +1 ronde              | 7    | 8      |
| 7     | 11  | Sergio Pérez       | Racing Point-BWT Mercedes | 65     | +1 ronde              | 5    | 6      |
| 8     | 31  | Esteban Ocon       | Renault                   | 65     | +1 ronde              | 11   | 4      |
| 9     | 3   | Daniel Ricciardo   | Renault                   | 65     | +1 ronde              | 10   | 2      |
| 10    | 5   | Sebastian Vettel   | Ferrari                   | 65     | +1 ronde              | 15   | 1      |
| 11    | 7   | Kimi Räikkönen     | Alfa Romeo-Ferrari        | 65     | +1 ronde              | 16   |        |
| 12    | 23  | Alexander Albon    | Red Bull-Honda            | 65     | +1 ronde              | 6    |        |
| 13    | 4   | Lando Norris       | McLaren-Renault           | 65     | +1 ronde              | 8    |        |
| 14    | 63  | George Russell     | Williams-Mercedes         | 65     | +1 ronde              | 14   |        |
| 15    | 99  | Antonio Giovinazzi | Alfa Romeo-Ferrari        | 65     | +1 ronde              | 17   |        |
| 16    | 20  | Kevin Magnussen    | Haas-Ferrari              | 65     | +1 ronde              | 19   |        |
| 17    | 8   | Romain Grosjean    | Haas-Ferrari              | 65     | +1 ronde              | 18   |        |
| 18    | 6   | Nicholas Latifi    | Williams-Mercedes         | 64     | +2 rondes             | 20   |        |
| 19    | 26  | Daniil Kvjat       | AlphaTauri-Honda          | 64     | +2 rondes             | 13   |        |
| DNF   | 18  | Lance Stroll       | Racing Point-BWT Mercedes | 51     | Aanrijding            | 12   |        |
| Bron: |     |                    |                           |        |                       |      |        |

S Lewis Hamilton behaalde een extra punt voor het rijden van de snelste ronde.

## Tussenstanden wereldkampioenschap
Betreft tussenstanden voor het wereldkampioenschap na afloop van de race.

### Coureurs
| Pos. | Nr. | Coureur          | Constructeur              | Punten |
| ---- | --- | ---------------- | ------------------------- | ------ |
| 1    | 44  | Lewis Hamilton   | Mercedes                  | 256    |
| 2    | 77  | Valtteri Bottas  | Mercedes                  | 179    |
| 3    | 33  | Max Verstappen   | Red Bull-Honda            | 162    |
| 4    | 3   | Daniel Ricciardo | Renault                   | 80     |
| 5    | 16  | Charles Leclerc  | Ferrari                   | 75     |
| 6    | 11  | Sergio Pérez     | Racing Point-BWT Mercedes | 74     |
| 7    | 4   | Lando Norris     | McLaren-Renault           | 65     |
| 8    | 23  | Alexander Albon  | Red Bull-Honda            | 64     |
| 9    | 10  | Pierre Gasly     | AlphaTauri-Honda          | 63     |
| 10   | 55  | Carlos Sainz jr. | McLaren-Renault           | 59     |

### Constructeurs
| Pos. | Constructeur              | Punten    |
| ---- | ------------------------- | --------- |
| 1    | Mercedes                  | 435       |
| 2    | Red Bull-Honda            | 226       |
| 3    | Racing Point-BWT Mercedes | 126 (141) |
| 4    | McLaren-Renault           | 124       |
| 5    | Renault                   | 120       |
| 6    | Ferrari                   | 93        |
| 7    | AlphaTauri-Honda          | 77        |
| 8    | Alfa Romeo-Ferrari        | 5         |
| 9    | Haas-Ferrari              | 3         |
| 10   | Williams-Mercedes         | 0         |